# Стрела (2-й сезон)
Премьера второго сезона американского драматического телесериала «Стрела» состоялась на канале The CW 9 октября 2013 года. Сезон завершился 14 мая 2014 года с выходом последнего, двадцать третьего эпизода. Шоу было основано на комиксах издательства DC Comics о приключениях супергероя Зелёной стрелы, борца с преступностью, созданного Мортом Вайсингером и Джорджем Паппом. Шоураннерами сезона были выбраны Грег Берланти, Марк Гуггенхайм и Эндрю Крайсберг. Кроме того, в некоторых сериях появились главные герои будущего спин-оффа «Стрелы» — телесериала «Флэш» — идея которого разрабатывалась на момент выхода этих серий.

## В ролях

### Основной состав
- Стивен Амелл в роли Оливера Куина / Стрелы
- Кэти Кэссиди в роли Лорел Лэнс
- Дэвид Рэмси в роли Джона Диггла
- Уилла Холланд в роли Теи Куин
- Сюзанна Томпсон в роли Мойры Куин
- Пол Блэкторн в роли Квентин Лэнс
- Эмили Бетт Рикардс в роли Фелисити Смоук
- Колтон Хэйнс в роли Роя Харпера
- Ману Беннетт в роли Слэйда Уилсона / Детстроука
- Кейти Лотц в роли Сары Лэнс / Канарейки

### Повторяющиеся персонажи
| - Келли Ху в роли Чин На Вей / Чайны Уайт - Джон Барроумэн в роли Малкольма Мерлина / Тёмного лучника - Джессика де Гау в роли Хелены Бертинелли / Охотницы - Колин Сэлмон в роли Уолтера Стила - Роджер Кросс в роли Лукаса Хилтона - Алекс Кингстон в роли Дины Дрейк Лэнс - Джеффри Нордлинг в роли Фрэнка Бертинелли - Селина Жаде в роли Шадо - Чела Хорсдэл в роли Кейт Спенсер - Одри Мари Андерсон в роли Лайлы Майклз - Эдриан Холмс в роли Фрэнка Пайка | - Саммер Глау в роли Изабель Рошев / Разрушительницы - Кевин Алехандро в роли Себастьяна Блада / Брата Блада - Синтия Аддай-Робинсон в роли Аманды Уоллер - Терил Ротери в роли Джин Лоринг - Дилан Брюс в роли Адама Доннера - Бекс Тейлор-Клаус в роль Син - Дилан Нил в роли доктора Энтони Айво - Джимми Жан-Луи в роли капитана корабля Amazo - Николас Ли в роли Марка Фрэнсиса - Шон Махер в роли Майка Шеффера / Шрапнели - Джесси Хатч в роли Дейли |

### Гости
- Колин Доннел в роли Томми Мерлина
- Грант Гастин в роли Барри Аллена
- Карлос Вальдес в роли Циско Рамона
- Даниэль Панабейкер в роли Кейтлин Сноу
- Майкл Роу в роли Флойда Лоутона / Дэдшота
- Евген Липинский в роли Алексея Леонова
- Бен Браудер в роли Теда Гейнора
- Майкл Эклунд в роли бартона Матиса / Кукольного мастера
- Дэвид Найкл в роли Анатолия Князева
- Роберт Неппер в роли Уильяма Токмана / Короля Часов
- Джеймс Кидни в роли Майло Армитажа
- Катрина Ло в роли Ниссы аль Гул
- Грэм Шелс в роли Сайруса Голда / Брата Голда
- Майкл Джей Уайт в роли Бена Тернера / Бронзового тигра

## Эпизоды
2 октября 2013 года, за неделю до премьеры второго сезона, вышел специальный эпизод под названием «Год первый», в котором были показаны основные моменты первого сезона и превью ко второму.
| № общий | № в сезоне | Название                                              | Режиссёр       | Автор сценария                                                                      | Дата премьеры   | Произв. код | Зрители в США (млн) |
| --- | ---------- | ----------------------------------------------------- | -------------- | ----------------------------------------------------------------------------------- | --------------- | ----------- | ------------------- |
| 24 | 1          | «City of Heroes» «Город героев»                       | Джон Беринг    | Сюжет: Грег Берланти Телесценарий: Эндрю Крайсберг и Марк Гуггенхайм                | 9 октября 2013  | 2J7451      | 11,74               |
| После смерти Томми, Оливер отправляется на остров, чувствуя вину за то, что не смог спасти друга и город. Однако Диггл и Фелисити находят его и возвращают домой. Оливер видит, что ситуация ещё хуже, чем он думал – Изабель Рошев готовит принудительное поглощение Куин Консолидейтед, Тея отказывается навестить Мойру в тюрьме, Рой пытается заполнить пустоту, образовавшуюся из-за отсутствия Стрелы, а Лорел работает в офисе окружного прокурора, чтобы поймать Мстителя. Оливеру приходится иметь дело с подражателями Капюшона. Рой сталкивается с блондинкой, которая защищает женщин от нападающих на них мужчин. Тем временем, флэшбеки на острове показывают Слэйда, Шадо и Оливера, оказавшихся в отчаянном положении. |            |                                                       |                |                                                                                     |                 |             |                     |
| 25 | 2          | «Identity» «Личность»                                 | Ник Копус      | Бен Соколовски и Бет Шварц                                                          | 16 октября 2013 | 2J7452      | 11,06               |
| Оливер выясняет, что лекарства, отправленные в больницу Глэйдз, были украдены. Без поступления новой партии лекарств больницу закроют. Рой намеревается остановить воров, но его миссия проваливается и его арестовывает полицейский Лэнс. Отследив грузовики с лекарствами, Оливер попадает в драку с Чайной Уайт, её новым партнером, Беном Тёрнером, известным под именем Бронзовый Тигр и другими бандитами. Тем временем, Лорел планирует поймать Стрелу, а Тея ставит Рою ультиматум. |            |                                                       |                |                                                                                     |                 |             |                     |
| 26 | 3          | «Broken Dolls» «Сломанные куклы»                      | Глен Уинтер    | Марк Гуггенхайм и Кето Шимидзу                                                      | 23 октября 2013 | 2J7453      | 12,89               |
| Лэнс узнает, что преступник по имени Бартон Матис, убивающий красивых девушек и делающий из них кукол, которого он посадил много лет назад, сбежал из тюрьмы во время землетрясения и вернулся к пыткам и убийствам женщин. Фелисити предлагает себя в качестве наживки, чтобы Стрела, Диггл и Лэнс смогли поймать злодея, но план проваливается. Матис похищает Лорел и её отца и планирует убить её на его глазах. Тем временем, Тея и Оливер пребывают в шоке от того, что окружной прокурор Адам Доннер хочет вынести Мойре смертный приговор. Оливер просит Роя помочь ему найти Канарейку. |            |                                                       |                |                                                                                     |                 |             |                     |
| 27 | 4          | «Crucible» «Суровое испытание»                        | Эгиль Эгилссон | Эндрю Крайсберг и Венди Мерикл                                                      | 30 октября 2013 | 2J7454      | 11,37               |
| Город терроризирует банда под предводительством торговца оружием, известного под кличкой Мэр. Городской советник Себастиан Блад просит Оливера Куина о помощи и они организуют мероприятие по сдаче оружия за деньги. Мэр врывается на мероприятие со своей бандой и серьезно ранит Син. Тем временем команда Стрелы выясняет, что супергероиня в маске оберегает семью Лэнсов. Стрела выясняет её личность, но того кто скрывается под маской, он меньше всего ожидает увидеть. Дополнительные проблемы у незнакомки вызывает Лига Убийц с предводителем Рас аль Гулом. На острове команда корабля пытает Куина с целью побольше узнать о могильнике. |            |                                                       |                |                                                                                     |                 |             |                     |
| 28 | 5          | «League of Assassins» «Лига убийц»                    | Венди Станцлер | Джейк Кобурн и Дрю З. Гринберг                                                      | 6 ноября 2013   | 2J7455      | 11,80               |
| В то время как Оливер ухаживает за ранами Канарейки, он пытается выяснить у её, где она была все это время, но у него не получается. Тем не менее, после того, как в особняке Куинов на них нападает обученный киллер из Лиги Убийц, она признаётся, что связана с Лигой Убийц. Тем временем в суде, Мойре предъявляют множество обвинений в массовом убийстве и причастии к кровавому заговору по уничтожению Глейдс. Помощник окружного прокурора, представляющий обвинение, предлагает ей сложный выбор — признать свою вину, что позволит ей избежать смертной казни, или рискнуть жизнью, настаивая на своей невиновности. |            |                                                       |                |                                                                                     |                 |             |                     |
| 29 | 6          | «Keep Your Enemies Closer» «Держи своих врагов ближе» | Гай Би         | Бен Соколовски и Бет Шварц                                                          | 13 ноября 2013  | 2J7456      | 12,09               |
| Аманда Уоллер посылает А.Р.Г.У.С. похитить Диггла. Уоллер информирует Диггла о том, что Лайла пропала после того, как напала на след Дэдшота в Москве. Диггл говорит команде, что отправляется в Россию, чтобы спасти Лайлу, Оливер и Фелисити решают присоединиться к нему, но на взлётной полосе появляется Изабель и настаивает на том, чтобы присоединится к «деловой поездке» Оливера. Тем временем, адвокат Мойры, Джин говорит Тее, что свидания с Роем, известным преступником, вредят делу её матери. От Дедшота Дигл узнает имя заказчика убийства его брата. На корабле Иво рассказывает Оливеру о том, что он ищет на острове. |            |                                                       |                |                                                                                     |                 |             |                     |
| 30 | 7          | «State vs. Queen» «Штат против Куин»                  | Бетани Руни    | Марк Гуггенхайм и Дрю З. Гринберг                                                   | 20 ноября 2013  | 2J7457      | 11,66               |
| Город охватывает таинственная болезнь, заражающая сотни людей, включая Диггла. Оливер обнаруживает «Вертиго» в крови Диггла и понимает, что Граф сбежал из тюрьмы и опять распространяет свой наркотик. Тем временем, Мойра идёт на судебный процесс из-за её участия в преступлении против города. Окружной прокурор Адам Доннер падает в обморок с симптомами «Вертиго», поэтому Лорел вынуждена его заменить и быть обвинителем в деле против Мойры. Оливер разрывается между тем, чтобы поддержать свою семью во время суда и поимкой Графа. Всё меняется, когда Фелисити находит след и попадает прямо в ловушку, подстроенную Графом. |            |                                                       |                |                                                                                     |                 |             |                     |
| 31 | 8          | «The Scientist» «Учёный»                              | Майкл Шульц    | Сюжет: Грег Берланти и Эндрю Крайсберг Телесценарий: Эндрю Крайсберг и Джефф Джонс  | 4 декабря 2013  | 2J7458      | 12,25               |
| Невозможная кража в отделе прикладных наук «Куин Консолидейтед» приводит в город полицейского криминалиста Централ-сити — Барри Аллена. Ссылаясь на то, что в его родном городе есть аналогичное дело, Барри предлагает помощь в расследовании. Оливер понимает, что Барри не так прост как кажется, но его отвлекают сходства между делом компании и тем, что произошло на острове. Тем временем, Фелисити начинает симпатизировать Барри, что не ускользает от внимания Оливера. Син просит Роя помочь найти её друга. Рой удивлён тем, что Тея не только одобряет то, что он хочет помочь, но и присоединяется к поискам. |            |                                                       |                |                                                                                     |                 |             |                     |
| 32 | 9          | «Three Ghosts» «Три призрака»                         | Джон Беринг    | Сюжет: Грег Берланти и Эндрю Крейсберг Телесценарий: Джефф Джонс и Эндрю Соколовски | 11 декабря 2013 | 2J7459      | 12,03               |
| После битвы с Сайрусом Голдом Оливер оказывается накачен наркотиками. Фелисити принимает очень опасное решение, чтобы спасти ему жизнь. Действие препарата, которым отравлен Оливер вызывает сильнейшие галлюцинации, которые заставляют его вновь столкнуться с воспоминаниями из прошлого. А тем временем Барри изо всех сил продолжает помогать Фелисити и связь между ними продолжает усиливаться. Стрела просит Лэнса изучить Голда, но когда слежка за Голдом проваливается, погибает напарник Лэнса. Брат Блад захватывает Роя и подвергает его пыткам. |            |                                                       |                |                                                                                     |                 |             |                     |
| 33 | 10         | «Blast Radius» «Радиус взрыва»                        | Роб Харди      | Джейк Кобурн и Кето Шимидзу                                                         | 15 января 2014  | 2J7460      | 11,52               |
| Оливер должен обезвредить новую угрозу города, когда в Старлинг Сити начинают взрываться бомбы. Фелисити обнаруживает человека, который за этим стоит, Марка Шеффнера по кличке Шрапнель. Стрела обнаруживает, что следующая цель Шрапнели – «Вечер Единения» Себастьяна Блада и пытается отговорить политика от его проведения, но Блад отказывается. |            |                                                       |                |                                                                                     |                 |             |                     |
| 34 | 11         | «Blind Spot» «Слепая зона»                            | Глен Винтер    | Венди Мерикл и Бет Шварц                                                            | 22 января 2014  | 2J7461      | 11,49               |
| Лорел Лэнс ищет Лучника, чтобы побольше узнать про Себастьяна Блада. Он не знает, довериться ли подозрениям о будущем главе города, но готов рискнуть и выступить против него. Однако, у политика есть козырь на этот случай, чтобы грубо вытолкнуть девушку из политической игры. Собравшись с мыслями, Рой Харпер открывает перед Син свой "дар", но её безрассудство чуть не приводит к беде. Тем временем на острове раскрывается ещё одна тайна о мисс Лэнс. |            |                                                       |                |                                                                                     |                 |             |                     |
| 35 | 12         | «Tremors» «Дрожь земли»                               | Гай Би         | Грег Берланти и Марк Гутенхайм                                                      | 29 января 2014  | 2J7462      | 11,95               |
| Бен Тёрнер сбегает из тюрьмы. Его освободители нанимают его для кражи прототипа сейсмоустройства Малкольма Мерлина. Стрела пытается научить Роя контролировать свои новые способности, но во время миссии Рой теряет контроль и Тёрнеру удаётся сбежать с устройством. Лорел узнаёт, что может лишиться лицензии адвоката. Мойра соглашается баллотироваться на пост мэра Старлинг-Сити. Тея уговаривает мать помириться с Уолтером. |            |                                                       |                |                                                                                     |                 |             |                     |
| 36 | 13         | «Heir to the Demon» «Наследник демона»                | Венди Станцлер | Грег Берланти и Марк Гутенхайм                                                      | 5 февраля 2014  | 2J7463      | 11,86               |
| Дочь Рас аль Гул - Нисса приезжает в Старлинг-сити, чтобы убедить Сару вернуться вместе с ней в Нанда Парбат. Сара отказывается и Нисса похищает мать Сары, угрожая убить её, если Сара не согласится. Фелисити узнаёт, что настоящим отцом Теи был Малкольм Мерлин и рассказывает об этом Оливеру. Мойра начинает свою предвыборную кампанию. Сара встречается с Лорел и родителями. Обвиняя её во всём плохом, что произошло с ней и их семьёй, Лорел прогоняет Сару. |            |                                                       |                |                                                                                     |                 |             |                     |
| 37 | 14         | «Time Of Death» «Время смерти»                        | Ник Копус      | Венди Мерикл и Бет Шварц                                                            | 26 февраля 2014 | 2J7464      | 11,45               |
| В городе происходит ограбление, рассчитанное по секундам. Производит его не кто иной как Король часов. Действуя совместно со своей командой, Стрела обезвреживает его. Лорел решает помириться с Сарой и изменить свою жизнь. Тея, заметив напряжение между матерью и Оливером, вызывает его домой, думая, что они поговорят. В это время у Мойры встреча, и она знакомит Оливера со Слэйдом Уилсоном. |            |                                                       |                |                                                                                     |                 |             |                     |
| 38 | 15         | «The Promise» «Обещание»                              | Глен Винтер    | Джейк Кобурн и Бен Соколовски                                                       | 5 марта 2014    | 2J7465      | 12,71               |
| Слэйд знакомится со всей семьёй Оливера. Оливер, позвонив Фелисити, сообщает своей команде о том, что у него в доме Слэйд. Сара, Джон и Рой направляются к нему. Во флеш-беках показывается история захвата Оливером, Слэйдом и Сарой судна. |            |                                                       |                |                                                                                     |                 |             |                     |
| 39 | 16         | «Suicide Squad» «Отряд Самоубийц»                     | Ларри Тенг     | Кето Шимидзу и Брайан К. Миллер                                                     | 19 марта 2014   | 2J7466      | 11,99               |
| Чтобы отыскать место, где находится Слэйд, Оливер обращается к русской мафии. Тем временем А.Р.Г.У.С. выходит на человека, задержанного Джоном 6 лет назад и просит у Джона помощи в его поимке. Для проведения этой операции ему придётся объединиться со своей бывшей женой и командой, состоящей из Дедшота, Шрапнели и Бена Тёрнера, завербованных А.Р.Г.У.С.ом. Тем временем Оливер разрешает Саре помочь ему в борьбе со Слэйдом. |            |                                                       |                |                                                                                     |                 |             |                     |
| 40 | 17         | «Birds of Prey» «Хищные Птицы»                        | Джон Беринг    | Марк Бемесдерфер и Эй. Си. Брэдли                                                   | 26 марта 2014   | 2J7467      | 11,62               |
| С помощью Стрелы полиция арестовывает Френка Бертинелли. Оливер предполагает, что как только объявят об его аресте, в город вернётся дочь Френка - Хелена. Адам предлагает Лорел вернуться на работу и вести дело Бертинелли. Рой всё ещё не может контролировать свои эмоции и Оливер просит его держаться как можно дальше от Теи. В здании суда Хелена пытается убить Френка, но попадает в засаду. Отстрелявшись от полиции она берёт в заложники людей, находящихся в здании. |            |                                                       |                |                                                                                     |                 |             |                     |
| 41 | 18         | «Deathstroke» «Детстроук»                             | Гай Би         | Марк Гуггенхайм и Дрю З. Гринберг                                                   | 2 апреля 2014   | 2J7468      | 12,32               |
| Отношения между Оливером и его матерью всё ещё накалены, но несмотря на это, он поддерживает её на дебатах против Себастьяна Блада. Слэйд берёт в заложники Тею и Оливер мобилизует всю свою команду, чтобы найти её. Позже Слэйд отпускает Тею, предварительно рассказав ей о том, что Оливер и мать скрывали от неё. Также Слэйд рассказывает Лорел о том, что Оливер скрывается под маской Стрелы. |            |                                                       |                |                                                                                     |                 |             |                     |
| 42 | 19         | «The Man Under the Hood» «Человек под капюшоном»      | Джесси Уоррен  | Грег Берланти, Эндрю Крайсберг и Джефф Джонс                                        | 16 апреля 2014  | 2J7469      | 12,26               |
| Пытаясь помешать Слэйду осуществить задуманное, Оливер, Джон, Сара и Фелисити проникают в лабораторию компании Куинн Консалидейтед и взрывают её. Лорел пытается выяснить, кто же на самом деле скрывается под маской Стрелы и решает проследить за ним, чтобы быть уверенной в том, что сказал Слэйд. Слэйд проникает в убежище Оливера и забирает ключ, способный открыть любую дверь. Тем временем в лаборатории С.Т.А.Р. собирается огромное количество оборудования оставшееся после неудачного эксперимента с ускорителем, в том числе оборудование Артура Лайта. Слэйд забирает устройство для переливания крови. Тея всё ещё переживает из-за того, что её отцом был Малкольм Мерлин, но Оливер узнаёт, что их отец знал, что Тея ему не родная дочь и, несмотря на это, сильно любил её. |            |                                                       |                |                                                                                     |                 |             |                     |
| 43 | 20         | «Seeing Red» «В ярости»                               | Дуг Арниокоски | Венди Мерикл и Бет Шварц                                                            | 23 апреля 2014  | 2J7470      | 13,25               |
| Рой приходит в сознание и полностью выходит из под контроля,он сбегает из убежища,и начинает нападать на людей. Оливер, Джон, Сара и Фелисити отправляются на его поиски, но безуспешно. Тем временем Рой встречается с Син. Её друзья хотят защитить её,однако он тяжело всех ранит. Позже Сара и Оливер все же находят Роя,и пытаются вернуть ему контроль,но безуспешно. Вскоре на место приезжают полицейские,и Рой вступает с ними в драку,убив одного из них. Мать Оливера даёт интервью, но вмешивается Тея, и это может поставить под угрозу предвыборную кампанию. Из-за конфликта с Теей Мойра принимает решение снять свою кандидатуру с выборов, о чём сообщает Бладу. Увидев Роя в новостях и поговорив с Син, Тея решает найти его. На пресс-конференции, Мойра меняет своё решение поговорив с Оливером и увидев Тею, которая, в свою очередь, посредством прямого эфира передаёт послание для Роя. Вскоре Рой сам приходит в клуб,начиная драку,однако Оливер попадает в него тремя стрелами с ядом Тибетской куфии.По дороге с пресс-конференции в машину, в которой ехали Мойра, Оливер и Тея, врезались. Это был Слэйд. взял их в заложники и поставил Оливера перед выбором, как когда-то это сделал Иво, наставив дуло пистолета на обоих. только теперь на месте Сары и Шадо Мойра и Тея. Мойра принимает решение, в результате чего Слэйд бросает пистолет,и убивает Мойру,пронзив ей сердце мечом. |            |                                                       |                |                                                                                     |                 |             |                     |
| 44 | 21         | «City of Blood» «Город в крови»                       | Майкл Шульц    | Холли Гарольд                                                                       | 30 апреля 2014  | 2J7471      | 13,01               |
| Вследствие смерти Мойры Куин, мэром Старлинг-Сити становится Себастьян Блад. Оливер пропускает похороны матери, и все теряются в догадках, куда он исчез. Изабель Рошев предполагает, что Оливер вернулся на остров. Лорел подозревает, что Блад и Слэйд работают вместе, о чём и рассказывает отцу. Джон и Фелисити просят А.Р.Г.У.С. помочь найти Оливера. Изабель закрывает «Вердант» и Тея решает уехать из города. Оливер принимает решение сдаться Слэйду, но Джон и Фелисити категорически против его решения. Лорел рассказывает Оливеру о том, что ей известно, что он — Стрела и о том, что она узнала о Бладе. Люди Слэйда начинают захват Старлинг-Сити. |            |                                                       |                |                                                                                     |                 |             |                     |
| 45 | 22         | «Streets of Fire» «Улицы в огне»                      | Ник Копус      | Джейк Кобурн и Бен Соколовски                                                       | 7 мая 2014      | 2J7472      | 13,33               |
| Армия Слэйда заполонила весь город, курьер доставляет антидот от миракуру из С.Т.А.Р. лабс в Старлинг Сити,однако на него нападают бойцы Слэйда,и убив его,передают антидот Слэйду. ,один из бойцов Слэйда убивает сотрудницу Блада,в результате чего тот отказывается работать на Слэйда.Вскоре в город приезжает А.Р.Г.У.С. ,заблокировав выезд из города,он намеревается стереть Старлинг-сити с лица земли, вместе со Слэйдом и его армией, а также 576000 мирными жителями. У Оливера есть время до рассвета, потом в игру вступит А.Р.Г.У.С. Во флешбеках Оливер и Анатолий обнаруживают пропажу Сары, Оливер отправляется на корабль чтобы спасти её и найти лекарство для Слэйда, но оказывается, что Слэйд уже давно нашёл антидот, и не собирается его принимать. |            |                                                       |                |                                                                                     |                 |             |                     |
| 46 | 23         | «Unthinkable» «Немыслимое»                            | Джон Беринг    | Сюжет: Грег Берланти Телесценарий: Эндрю Крайсберг и Марк Гуггенхайм                | 14 мая 2014     | 2J7473      | 13,37               |
| В город возвращается Малкольм Мерлин и спасает Тею от бойцов Слэйда. Блад отдает команде Оливера антидот произведённый лабораторией С.Т.А.Р. , однако Изабель убивает его за предательство. антидот действует и Оливер решает ввести его всем людям Слэйда, находящимся под воздействием миракуру. Нисса аль Гул и воины из Лиги Убийц помогают Оливеру обезвредить Слэйда и его бойцов, но платой за их помощь станет возвращение к ним Сары. Один из бойцов Слэйда берёт в заложники Лорел. Оливер отвозит Фелисити к себе домой, чтобы та находилась в безопасности и признаётся ей в любви. Рой встречается с Теей, но она узнаёт, что и он обманывал её. Джон и Лайла освобождают из камер А.Р.Г.У.С.а Дедшота, Рэйвена и Торка, чтобы те помогли остановить Аманду Уоллер от разрушения Старлинг-Сити. Тем временем команда Оливера обезвреживает бойцов Слэйда с помощью антидота, изготовленного в лаборатории С.Т.А.Р Кейтлин Сноу и Циско Рамоном. Слэйд берёт в заложники Фелисити, но в этом и заключался план Оливера. Фелисити вкалывает Слэйду антидот и они запирают его в одной из камер А.Р.Г.У.С.а. Тея принимает решение уехать из Старлинг-Сити вместе со своим отцом. Флэшбеки показывают историю затопления баржи и спасения Оливера с острова. |            |                                                       |                |                                                                                     |                 |             |                     |

## Производство
11 февраля 2013 года сериал «Стрела» был продлён на второй сезон.
По первоначальным планам создателей двадцатый эпизод второго сезона должен был стать встроенным пилотом спин-оффа «Стрелы» под названием «Флэш». Тем не менее дебют Гастина как Барри Аллена в восьмом и девятом эпизодах так понравился The CW, что они решили отдать предпочтение традиционной пилотной серии, в результате чего создатели получили больший бюджет, а также больше времени на проработку персонажа.

### Кастинг
Эмили Бетт Рикардс, Колтон Хэйнс и Ману Беннет были повышены до актёров основного состава. Жаклин Макиннес Вуд? исполнившая в пилотной серии роль Сары Лэнс, не вернулась в сериал, поэтому её заменили на Кейти Лотц.

### Разработка костюма
Во второй половине второго сезона Оливер заменяет свою «краску на лице» на маску домино, подобно той, которую носил его прототип из комиксов. Эта смена стала частью сюжета, и Крайсберг так прокомментировал это: «Он не просто надевает маску. Это по-настоящему важный элемент сюжета, это действительно заметно в предыстории; важна не только сама потребность в такой маске, но и то, кто её ему дал». После появления маски Крайсберг также добавил: «Технически это то, чего мы добивались, так как Оливер развивается как Стрела — от линчевателя к герою, от облика Стрелы к облику Зелёной стрелы — и мы хотели показать, что его костюм также меняется. Оливер пытается быть героем, а быть героем значит оставить тьму и стать в большей степени символом, а значит Оливеру нужно что-то, чтобы лучше скрыть его личность». Продюсер также отметил, что это «в отличие от постоянного стремления прятаться, позволит Стреле более органично общаться с теми, кто не знает о его личности».
Костюмер Майя Мани при создании маски учла более 50 параметров. Крайсберг похвалил её работу: «Самое замечательное в дизайне, созданном Майей, это его простота, и чувствуется, будто это было частью костюма с самого начала… даже Стивену понравилось, когда мы надели [на него] маску: „Это то, что надо“». В эпизоде «Три призрака» Оливер получает этот элемент костюма от Барри Аллена, которому его знания позволили создать маску, одновременно и скрывающую личность, и достаточно функциональную, чтобы не мешать обзору.

## Музыка
| Оценки критиков | Оценки критиков |
| Источник        | Оценка          |
| --------------- | --------------- |
| Soundtrack Geek | [ 41 ]          |

16 сентября 2014 года лейбл WaterTower Music выпустил диск с саундтреком ко второму сезону сериала «Стрела». Автором всех композиций стал Блейк Нили. По словам композитора, он «пытается развивать звучание каждый сезон. Иначе у вас просто начнётся хроническая музыкальная усталость». Также он отметил, что «„Стрела“ в этом сезоне стала более сосредоточенной. У нас появилась большая сюжетная арка со Слейдом Уилсоном и Детстроуком. У него уже была своя тема, поэтому я просто продолжил и развил её. Также я начал соединять темы».
| №                   | Название                                          | Длительность |
| ------------------- | ------------------------------------------------- | ------------ |
| 1.                  | «Time to Come Home»                               | 1:51         |
| 2.                  | «I Don’t Blame You»                               | 2:06         |
| 3.                  | «A Different Way»                                 | 2:38         |
| 4.                  | «City of Heroes / Canary»                         | 3:02         |
| 5.                  | «Love Is the Most Powerful Emotion»               | 1:53         |
| 6.                  | «Off of the Island, Onto a Freighter»             | 2:17         |
| 7.                  | «Building a Team»                                 | 2:07         |
| 8.                  | «Blind Spot»                                      | 2:46         |
| 9.                  | «Forced to Make a Choice / Slade’s Metamorphosis» | 2:51         |
| 10.                 | «The Scientist»                                   | 2:25         |
| 11.                 | «Roy Becomes a Hero»                              | 2:58         |
| 12.                 | «Mirakuru Spreads / Brother Blood»                | 2:35         |
| 13.                 | «Heir to the Demon»                               | 1:52         |
| 14.                 | «Get Your Soul Back»                              | 2:27         |
| 15.                 | «This Ends Tonight»                               | 2:02         |
| 16.                 | «Stay Away From Her»                              | 2:07         |
| 17.                 | «Deathstroking / Creating an Army With a Needle»  | 4:07         |
| 18.                 | «Own Worst Enemy»                                 | 3:21         |
| 19.                 | «A.R.G.U.S.’s Suicide Squad»                      | 2:08         |
| 20.                 | «Promise Kept»                                    | 3:44         |
| 21.                 | «The Man Under the Hood»                          | 3:17         |
| 22.                 | «Secret Destiny»                                  | 2:57         |
| 23.                 | «In the Crosshairs»                               | 3:10         |
| 24.                 | «Purest Heart»                                    | 1:43         |
| 25.                 | «The Essence of Heroism»                          | 2:46         |
| 26.                 | «Tunnel Fight»                                    | 2:04         |
| 27.                 | «Never Again»                                     | 4:17         |
| Общая длительность: | Общая длительность:                               | 1:11:31      |

## Отзывы

### Критика
Джефф Йенсен из Entertainment Weekly поставил первой половине второго сезона оценку B+, отметив: «Сериал безусловно обладает определенной идеей, которая проскакивает сквозь постановочные достоинства, навеянные ТВ-бюджетом, и эта идея пока не слишком затерта. Описание взрослое и остроумное, действие захватывающее, а Амелл держит позицию хорошо выдержанной непринужденностью». Кэрри Рэйслер из The A.V. Club же дала первой половине второго сезона оценку A-. Она добавила: «Стрела официально [утвердилась] на телевидении как одно из удовлетворительных шоу. Большая часть этой удовлетворительности приходится в данном случае на уважение персонажам… [Уважение] персонажей комиксов о Стреле коренится во всеобъемлющих сюжетных линиях, в то же время используются мыльные оперы для раскрытия тяжелого персонажа».

### Рейтинги
В среднем каждый из 23 эпизодов второго сезона посмотрело 3, 28 миллиона зрителей, в результате чего шоу получило 128 ранг среди телеаудитории.
| №  | Серия                    | Премьера             | Рейтинг (18-49) | Зрителей (миллионов) | DVR (18-49) | Зрителей DVR (миллионов) | Всего (18-49) | Всего зрителей (миллионов) |
| -- | ------------------------ | -------------------- | --------------- | -------------------- | ----------- | ------------------------ | ------------- | -------------------------- |
| 1  | Город героев             | 9 октября 2013 года  | 0.9/3           | 2.74                 | 0.5         | TBA                      | 1.4           | TBA                        |
| 2  | Личность                 | 16 октября 2013 года | 1.1/3           | 3.06                 | TBA         | TBA                      | TBA           | TBA                        |
| 3  | Сломанные куклы          | 23 октября 2013 года | 0.9/3           | 2.89                 | 0.5         | TBA                      | 1.4           | TBA                        |
| 4  | Суровое испытание        | 30 октября 2013 года | 0.8/2           | 2.37                 | 0.5         | TBA                      | 1.3           | TBA                        |
| 5  | Лига убийц               | 6 ноября 2013 года   | 1.0/3           | 2.80                 | TBA         | TBA                      | TBA           | TBA                        |
| 6  | Держи своих врагов ближе | 13 ноября 2013 года  | 1.2/3           | 3.09                 | TBA         | TBA                      | TBA           | TBA                        |
| 7  | Штат против Куин         | 20 ноября 2013 года  | 1.0/3           | 2.66                 | TBA         | TBA                      | TBA           | TBA                        |
| 8  | Ученый                   | 4 декабря 2013 года  | 1.2/3           | 3.24                 | TBA         | TBA                      | TBA           | TBA                        |
| 9  | Три призрака             | 11 декабря 2013 года | 1.1/3           | 3.02                 | TBA         | TBA                      | TBA           | TBA                        |
| 10 | Радиус взрыва            | 15 января 2014 года  | 0.9/3           | 2.52                 | 0.6         | TBA                      | 1.5           | TBA                        |
| 11 | Слепая зона              | 22 января 2014 года  | 0.9/2           | 2.49                 | 0.6         | TBA                      | 1.5           | TBA                        |
| 12 | Дрожь земли              | 29 января 2014 года  | 1.1/3           | 2.95                 | 0.5         | 1.34                     | 1.6           | 4.29                       |
| 13 | Наследник демона         | 5 февраля 2014 года  | 1.0/3           | 2.86                 | 0.5         | TBA                      | 1.5           | TBA                        |
| 14 | Время смерти             | 26 февраля 2014 года | 0.9/3           | 2.45                 | TBA         | TBA                      | TBA           | TBA                        |
| 15 | Обещание                 | 5 марта 2014 года    | 0.7/2           | 2.21                 | 0.5         | TBA                      | 1.2           | TBA                        |
| 16 | Отряд Самоубийц          | 19 марта 2014 года   | 0.8/3           | 2.42                 | 0.5         | TBA                      | 1.3           | TBA                        |
| 17 | Хищные Птицы             | 26 марта 2014 года   | 0.8/3           | 2.32                 | 0.5         | TBA                      | 1.3           | TBA                        |
| 18 | Детстроук                | 2 апреля 2014 года   | 0.8/3           | 2.32                 | 0.5         | TBA                      | 1.3           | TBA                        |
| 19 | Человек под капюшоном    | 16 апреля 2014 года  | 0.7/2           | 2.26                 | 0.4         | TBA                      | 1.1           | TBA                        |
| 20 | В ярости                 | 23 апреля 2014 года  | 0.7/2           | 2.19                 | 0.5         | TBA                      | 1.2           | TBA                        |
| 21 | Город в крови            | 30 апреля 2014 года  | 0.8/3           | 2.31                 | TBA         | TBA                      | TBA           | TBA                        |
| 22 | Улицы в огне             | 7 мая 2014 года      | 0.8/2           | 2.33                 | TBA         | TBA                      | TBA           | TBA                        |
| 23 | Немыслимое               | 14 мая 2014 года     | 0.9/3           | 2.37                 | 0.4         | TBA                      | 1.3           | TBA                        |

### Награды и номинации
| Год  | Награда                | Категория                                                                 | Кому/чему                                                                     | Результат |
| ---- | ---------------------- | ------------------------------------------------------------------------- | ----------------------------------------------------------------------------- | --------- |
| 2014 | IGN Awards             | Лучший герой на ТВ                                                        | Стивен Амелл/Стрела                                                           | Номинация |
| 2014 | People’s Choice Awards | Любимый актёр ТВ: фантастика или фэнтези                                  | Стивен Амелл                                                                  | Номинация |
| 2014 | Satellite Awards       | Лучший ТВ-сериал — В жанре…                                               | «Стрела»                                                                      | Номинация |
| 2014 | TV Guide Award         | Любимое шоу: фантастика или фэнтези                                       | «Стрела»                                                                      | Победа    |
| 2014 | TV Guide Award         | Лучший дуэт                                                               | Стивен Амелл и Эмили Бетт Рикардс                                             | Номинация |
| 2014 | Saturn Awards          | Лучший молодёжный сериал на телевидении                                   | «Стрела»                                                                      | Номинация |
| 2014 | Leo Awards             | ТВ-программа                                                              | Грег Берланти, Джозеф П. Финн, Марк Гуггенхайм, Эндрю Крайсберг, Венди Мерикл | Номинация |
| 2014 | Leo Awards             | Лучшая работа оператора                                                   | Гордон Верхель («Жертва»)                                                     | Номинация |
| 2014 | Leo Awards             | Лучший грим                                                               | Даниэль Фаулер («Держи своих врагов ближе»)                                   | Номинация |
| 2014 | Leo Awards             | Лучшая постановка трюков                                                  | Джей Джей Макаро («Учёный»)                                                   | Номинация |
| 2014 | Leo Awards             | Лучшая актёрская игра — Мужчина                                           | Стивен Амелл («Суровое испытание»)                                            | Номинация |
| 2014 | Leo Awards             | Лучшая актёрская игра — Женщина                                           | Эмили Бетт Рикардс («Три призрака»)                                           | Номинация |
| 2014 | Constellation Awards   | Лучшая актёрская игра мужчины в эпизоде ТВ-сериала, вышедшем в 2013 году. | Стивен Амелл («Одиссея»)                                                      | Номинация |
| 2014 | Constellation Awards   | Лучший научно-фантастический сериал 2013 года                             | «Стрела»                                                                      | Номинация |
| 2014 | Teen Choice Awards     | ТВ-сериал года: фантастика или фэнтэзи                                    | «Стрела»                                                                      | Номинация |
| 2014 | Teen Choice Awards     | Прорыв года: Актриса ТВ-сериала                                           | Эмили Бетт Рикардс                                                            | Номинация |
| 2014 | Young Hollywood Awards | Суперский Супергерой                                                      | Стивен Амелл                                                                  | Номинация |
| 2015 | Leo Awards             |                                                                           |                                                                               |           |
| 2015 | Leo Awards             | Лучшая работа оператора                                                   | Си Ким Майлз («Слепая зона»)                                                  | Номинация |
| 2015 | Leo Awards             | Лучший дизайн костюмов                                                    | Майя Мани («Отряд самоубийц»)                                                 | Номинация |